# Thomisus transversus
Thomisus transversus är en spindelart som beskrevs av Fox 1937. Thomisus transversus ingår i släktet Thomisus och familjen krabbspindlar. Inga underarter finns listade i Catalogue of Life.